# Simon Pistoris der Jüngere

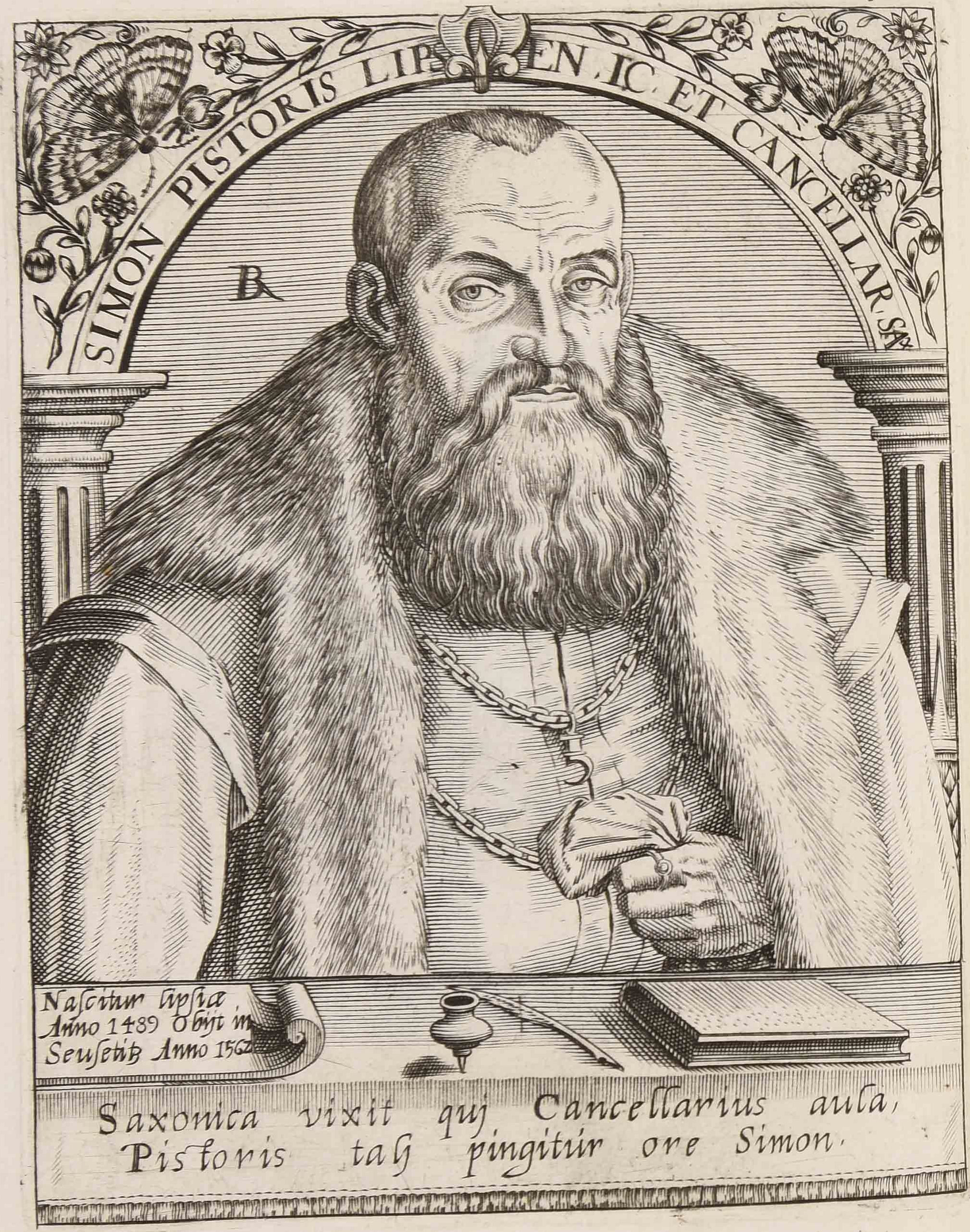
Simon Pistoris d. J.

Simon Pistoris der Jüngere, ab 1521 auch Pistoris von Seuselitz oder von Seußlitz genannt (* 28. Oktober 1489 in Leipzig; † 3. Dezember 1562 in Seußlitz) war ein deutscher Jurist und Kanzler des Herzogs von Sachsen.

## Leben
Als Sohn von Simon Pistoris dem Älteren, der als Doktor und Professor der Medizin tätig war, wuchs er in der Messestadt Leipzig in begüterten Verhältnissen auf und lernte dort auch Martin Luther kennen und schätzen. Nach fast dreijährigen Studienaufenthalten an der Universität Pavia promovierte er 1514 nach seiner Rückkehr nach Leipzig dort zum Doktor beider Rechte (weltliches und geistliches Recht) und wurde noch im selben Jahr zum ordentlichen Professor an der juristischen Fakultät der Universität Leipzig berufen. Im Jahr 1519 erhielt er schließlich das Ordinariat dieser Fakultät und wurde zur gleichen Zeit zum Kanoniker an den Bischofskirchen in Merseburg und Naumburg sowie zum Beisitzer am Oberhofgericht in Leipzig ernannt. 
Nachdem Simon Pistoris bereits seit 1519 von Herzog Georg den Bärtigen mit wichtigen Staatsgeschäften betraut und zum Geheimen Rat befördert worden war, ernannte dieser ihn 1523 zu seinem Kanzler. Zusammen mit Herzog Georg verurteilte er zum einen zwar den Bauernaufstand, setzte sich aber 1530 auf dem Reichstag zu Augsburg vehement für die Bekenntnisschrift (Confessio Augustana) zur lutherischen Kirche ein und Sachsen konnte später mehrheitlich evangelisch werden. 
Nach Herzog Georgs Tod diente er unter dessen Nachfolger und Bruder Herzog Heinrich dem Frommen nun nicht mehr als Kanzler, sondern verstärkte stattdessen wieder sein Engagement als Rechtswissenschaftler an der Juristenfakultät. Erst Herzog Moritz von Sachsen berief ihn von 1541 bis 1549 schließlich erneut zu seinem Kanzler. Während dieser Zeit trat Pistoris, insbesondere als Gesandter beim Kolloquium in Regensburg im Jahre 1541, als Mitglied des Regentschaftsrates von 1542 bis 1544 sowie 1546 bei einer Vertragsunterzeichnung mit Ferdinand I. in Prag in Erscheinung. 
Von Herzog Moritz erwarb er schließlich 1546 das Schloss Seußlitz nebst Ländereien und angeschlossener Dörfer. Dabei übernahm er für diese Gebiete noch die Funktion als Erb-, Lehn- und Gerichtsherr. Hier verbrachte er ab 1549 seinen Ruhestand, arbeitete jedoch weiterhin an wissenschaftlichen Studien und Gutachten. Seußlitz blieb bis 1720 im Familienbesitz.
Am 20. April 1521 wurde Pistoris wegen seiner zahlreichen Verdienste von Kaiser Karl V. in Worms in den Reichsadelstand sowie am 4. August 1555 durch den römisch-deutschen König und späteren Kaiser Ferdinand I. in Augsburg in den erblichen Reichsritterstand erhoben.
1539 lieh Simon Pistoris den Grafen zu Stolberg die stattliche Summe von 2000 Gulden, die er zum Michaelismarkt 1542 in Leipzig mit 7 % Zinsen zurückerhalten sollte. Für die Rückzahlung der Hauptsumme durch die Grafen zu Stolberg verbürgte sich der Bürgermeister Michael Meyenburg aus Nordhausen.

## Familie
Simon Pistoris hatte aus seinen Ehen mit 1. Clara Pantzschmann, 2. Martha von Alnpeck und 3. Dorothea von Ziegler und Klipphausen 23 Kinder, darunter die bekannten Rechtsgelehrten Modestinus Pistoris von Seuselitz aus seiner ersten Ehe und Hartmann Pistoris von Seuselitz aus seiner dritten Ehe. Ein Grabstein mit Familienwappen und Inschrift befindet sich an der Mauer des alten Friedhofes hinter der Seußlitzer Kirche. Ebenfalls existiert eine original Portrait-Medaille in Gold aus dem Jahr 1533 in der Staatlichen Münzsammlung München. Seine umfangreiche Bibliothek blieb im Familienbesitz und wurde später von seinem Urenkel Johann Ernst Pistoris, kursächsischer Oberhofrichter und Diplomat, noch erheblich erweitert.